# Bodegas Alvear
Las Bodegas Alvear son una bodega familiar situada en el municipio español de Montilla, en la provincia de Córdoba. Fundadas en 1729, constituyen las bodegas más antiguas de Andalucía que todavía se mantienen en activo. Produce vinos de la denominación de origen Montilla-Moriles.

## Historia
Las bodegas fueron fundadas en 1729 por Diego de Alvear y Escalera, tratándose inicialmente de unas instalaciones de reducido tamaño. Posteriormente Alvear fue adquiriendo una gran extensión de tierras en la zona para viñedos al tiempo que impulsó la bodega que junto a su hijo Santiago. Durante varios siglos la familia Alvear ha mantenido la propiedad de las bodegas, pasando estas de generación en generación. En época reciente se han consolidado como una de las principales bodegas de Montilla, además de ser una de las más antiguas de Andalucía que todavía se mantienen en activo.